# Change 123
Change 123 (ちぇんじ123, Hifumi 123) est un manga écrit par Iku Sagakuchi et dessiné par Shiuru Iwasawa, prépublié par Akita Shoten dans le magazine Champion Red entre juin 2005 et avril 2010. 
Cette série mêlant action, comédie et romance met en scène Motoko Gettou, une jeune étudiante tout à fait normale, cachant un secret bien moins banal. Quand elle était petite, elle a été entrainée par ses trois pères maîtres d'arts martiaux. Soumise a un entraînement très dur physiquement et mentalement, Mokoto a développé trois personnalités différentes, Hibiki, Fujiko, et Mikiri. Les trois réunies sont appelées HiFuMi. Chaque personnalité est entrainée à l'art martial de l'un des pères. Alors que Mokoto essaie de vivre une vie normale, elle se retrouve souvent dans des situations incommodantes, à cause d'HiFuMi...

## Synopsis
Motoko Gettou est une adolescente d'apparence banale, mais en réalité hors du commun. Orpheline très jeune après la mort de sa mère, elle a été recueillie par ses « trois pères ». Chacun d'entre eux est maitre dans un art martial ou un art du combat. Sous la coupe de chaque père, la jeune Motoko a subi un entraînement très rigoureux. Tellement dur sur le plan physique et moral qu'elle en arrive à développer trois personnalités différentes, appelées HiFuMi, composée de Hibiki, la tete-brulée, Fujiko, rapide et agile, et la mignonne et immature Mikiri. Chaque personnalité utilise des techniques de combats enseignées par un des maîtres. Un jour un étudiant commence à harceler Motoko et la coince seule dans une impasse. Kosukegawa Teruharu, un camarade de classe de Motoko, est témoin de la scène, mais est trop effrayé par l'homme pour intervenir, et s'enfuit. Prenant son courage à deux mains il revient finalement pour porter secours à Motoko, juste à temps pour voir Hibiki envoyer l'homme sur une voiture d'un grand coup de pied. Revenant à elle-même, Motoko promet à Kosukegawa qu'elle fera tout ce qu'il voudra s'il ne dit rien à propos de son secret. À partir de ce moment, le pauvre Kosukegawa doit apprendre à côtoyer Motoko et HiFuMi, ces filles sexy ayant une vie assez chaotique, parsemée de myriades de combats. Ce qui était au départ de l'amitié va peu à peu devenir bien plus pour Kosukegawa, qui cherchera à avouer ses sentiments à Motoko. Il va falloir qu'il survive suffisamment longtemps s'il veut avoir l'occasion de se confesser, encore qu'il faudrait aussi qu'il trouve le bon moment.

## Personnages
Motoko Gettou (月斗 素子, Gettou Motoko)
L'héroïne du manga est une jeune fille timide qui a l'air toujours triste cachée derrière ses lunettes. Elle cache en réalité un trouble dissociatif de l'identité. Chaque fois qu'elle perd connaissance, une des personnalités émerge et quand elle revient à elle, elle n'en garde aucun souvenir. Elle n'a jamais connu son père et est devenue orpheline lorsque, plus jeune, sa mère décède d'un accident de la circulation. Cette dernière la confia à ses trois pères adoptifs.
Teruharu Kosukegawa (小介川 英生, Kosukegawa Teruharu)
Le héros du manga est un lycéen banal, petit, peureux et pleurnichard. Il a développé un grand sens moral de la justice d'après ses héros, les Kamen Raider dont il est fan depuis tout petit. Amoureux de Motoko, il apprendra aussi à apprécier les HiFuMi. Il vit seul avec sa mère, son père travaillant sur l'île de Hokkaido.
Jin Hayase (早瀬 仁, Hayase Jin)
Un des "pères" adoptif de Motoko. Militaire, excellent tacticien et spécialiste du maniement des armes et du sabre. C'est avec lui que Motoko développa sa personnalité connue sous le nom de Fujiko.
Takezou Kuruma (車 岳蔵, Kuruma Takezou)
Un des "pères" adoptif de Motoko. Dernier grand maître du Tenchi Ryu, un très ancien art jujitsu. Il est de nature très jovial et est une vraie force de la nature. Il vit reculé dans les montagnes où il reçoit parfois la visite de combattants voulant apprendre son art. Selon lui, la plupart n'ont jamais maîtrisé son art et ont fini plutôt à l’hôpital. C'est avec lui que Motoko développa sa personnalité connue sous le nom de Mikiri.
Tatsuya Rukawa (流河 竜也, Rukawa Tatsuya)
Un des "pères" adoptif de Motoko. Grand combattant de free-fight, il reste à ce jour invincible (même s'il avoue avoir un score de trois victoires pour trois défaites avec son ami Kuruma Takezou). Il parcourt le monde à la recherche d'un combattant plus fort que lui. Il est surtout connu pour avoir tué un tigre à main nu. C'est avec lui que Motoko développa sa personnalité connue sous le nom de Hibiki. On apprendra vers la fin, grâce à un test ADN, que c'est lui le véritable père de Motoko.
Kannami (神無弥)
Un ami d'enfance de Kosukegawa. De nature stoïque et mesuré, c'est en réalité un petit génie spécialisé dans la construction des systèmes de satellite militaire. Très apprécié parmi ses camarades féminines de son lycée, il s'intéresse beaucoup à Motoko en tant que cas clinique et lui donnera les clés nécessaires pour parvenir à « fusionner » les HiFuMi à Motoko.
Zéro (ゼロ)
La quatrième personnalité de Motoko. Quand les HifuMi sont mis hors combats, cette personnalité émerge. Elle est la quintessence des HiFuMi mais n'est plus guidée que par la haine. Incontrôlable et extrêmement dangereuse, tout ce qui est dans son champ de vision est considéré comme un ennemi à abattre. La première fois qu'elle est apparue, ses deux pères adoptifs, Takezou et Jin ont failli mourir face à sa puissance. Seule la voix de Kosukegawa arrive à l'atteindre et à l'arrêter.
Izuru Hino (日野 いずる, Hino Izuru)
Jeune fille à l'air fragile qui est en réalité Gadam de la tribu des Gada (une peuplade de malaisie). Gadam est le protecteur des Gada et c'est le titre du plus fort des guerriers des Gada. Sa spécialité est la contre-attaque, elle ne lance jamais d'attaque mais sait utiliser toutes les attaques contre elle pour les retourner contre son assaillant dans une contre-attaque dévastatrice.
Ginga (ギンガ)
Fillette de 12 ans appartenant au peuple des Gada, meilleure amie de Izuru, elle n'a qu'une obsession : Vaincre le Gadam actuel pour devenir elle-même Gadam. Pour cela elle s'est entrainée très durement jusqu'à obtenir les dix crocs nécessaires pour pouvoir défier le Gadam. Dans les coutumes des Gada, chaque acte de bravoure guerrière mérite un croc de bêtes sauvages que le guerrier peut accrocher fièrement à son collier. Elle apprendra un peu plus tard qu'elle est une parente de Kosukegawa de par le grand-père de ce dernier qui avait échoué sur l'île des Gada pendant la seconde guerre mondiale et que tout le monde croyait mort.

## Anecdote
Le héros Otakus est un fan de la série Kamen Rider, un héros japonais qui se transforme en guerrier masqué revêtant une armure insectoïde. Il y a un parallèle entre l'héroïne Motoko Getto et le Kamen Rider, tous deux sont des humains ordinaires capables de se transformer et revêtir plusieurs formes de combat. Il y a un donc un parallèle entre les Hifumi qui ont chacune un style de combat particulier et les différentes transformations du Kamen Rider qui ont des facultés différentes.